# Рытиржи Кладно
ХК «Рытиржи Кладно» (чеш. Rytíři Kladno) — профессиональный чешский хоккейный клуб из города Кладно. Выступает в Чешской экстралиге. Домашняя арена клуба — ČEZ stadion Kladno, вместимостью 5200 зрителей.

## История

### Чемпионат Чехословакии
Хоккейный клуб в городе Кладно был основан в 1924 году. Первое название клуба — HOSK Kladno. Впервые выступил в чемпионате Чехословакии по хоккею с шайбой в сезоне 1949/50 под названием «Сокол Кладно», в 3-й по рангу лиге. Уже через 2 года, в сезоне 1951/52 команда дебютировала в первой лиге чехословацкого хоккея (высшая по рангу лига), заняв 6 место. С 1953 по 1955 годы «Кладно» играл во второй лиге. 
В 1955 году клуб вернулся в элиту чехословацкого хоккея и не покидал её до 1983 года. Это была «золотая эра» хоккея в Кладно. В 1959 году клуб впервые выиграл чемпионат Чехословакии. «Кладно» считался одним из самых сильных клубов Чехословакии конца 1970-х годов. В это время клуб выиграл 4 подряд чемпионата страны 1975—1978 годов, а также стал чемпионом в 1980 году. Кроме этого, в 1977 году «Кладно» завоевал Кубок европейских чемпионов, обыграв в финальном матче московский «Спартак». Лидерами команды в то время были Франтишек Поспишил, Милан Новы, Эдуард Новак, Франтишек Каберле.
В 1983 году «Кладно» выбыл во вторую лигу, через 2 года вернулся в первую лигу, но уже в следующем 1986 году снова выбыл во вторую лигу, снова вернувшись в элиту через год, в 1987 году.

### Чешская экстралига
После разделения Чехословакии «Кладно» стал играть в чешской Экстралиге. В первом же сезоне 1993/94 «Кладно» стал бронзовым призёром, что является лучшим достижением клуба в чешской Экстралиге. В 2002 году клуб выбыл в первую чешскую лигу, но уже через год вернулся в Экстралигу. Последний раз команда пробивалась в плей-офф чешского чемпионата в сезоне 2012/13, когда из-за локаута в НХЛ за команду выступали многие известные воспитанники клуба во главе со знаменитым чешским нападающим Яромиром Ягром. В следующем сезоне команда выбыла в первую лигу. Возвращение в Экстралигу на этот раз было долгим, только через 5 лет, в 2019 году, «Рытиржи» вернулись в элиту чешского хоккея. Символично, что главную роль в успешном сезоне сыграли вернувшиеся из НХЛ владелец команды Яромир Ягр и Томаш Плеканец. В 2020 году «Кладно» вновь выбыл в первую лигу, но уже через год снова смог пробиться в Экстралигу.

## Предыдущие названия
- 1924 — ХОСК Кладно
- 1948 — Сокол Кладно
- 1951 — ЗСЕ СОНП Кладно
- 1953 — ДСО Баник Кладно
- 1958 — ТЕ СОНП Кладно
- 1977 — Польди СОНП Кладно
- 1995 — ХК Польди Кладно
- 1997 — ХК Велвана Кладно
- 2000 — ХК Вагнерпласт Кладно
- 2003 — ХК Рабат Кладно
- 2007 — ХК ГЕУС ОКНА Кладно
- 2010 — ХК Вагнерпласт Кладно
- с 2011 — Рытиржи Кладно («Рыцари»)

## Достижения

### Чемпионат Чехословакии
Чемпион Чехословакии 1959, 1975, 1976, 1977, 1978, 1980
 Серебряный призёр чемпионата Чехословакии 1982
 Бронзовый призёр чемпионата Чехословакии 1972, 1981

### Чешская экстралига
Бронзовый призёр Экстралиги 1994

### Кубок европейских чемпионов
Обладатель Кубка европейских чемпионов 1977
 Серебряный призёр Кубка европейских чемпионов 1976, 1978, 1979
 Бронзовый призёр Кубка европейских чемпионов 1981

## Известные игроки
Хоккейный клуб «Кладно» славится тем, что его воспитанниками являются множество знаменитых хоккеистов. Ниже список чехословацких и чешских хоккеистов — воспитанников хоккея Кладно, становившихся чемпионами мира, Олимпийских игр и обладателями кубка Стэнли.
|                       | ОИ   | ЧМ                     | Кубок Стэнли |
| Яромир Ягр            | 1998 | 2005, 2010             | 1991, 1992   |
| Павел Патера          | 1998 | 1996, 1999, 2000, 2001 |              |
| Мартин Прохазка       | 1998 | 1996, 1999, 2000, 2001 |              |
| Милан Гниличка        | 1998 | 1999, 2001, 2005       |              |
| Либор Прохазка        | 1998 | 1999                   |              |
| Франтишек Каберле мл. |      | 1996, 1999, 2000, 2001 | 2006         |
| Франтишек Поспишил    |      | 1972, 1976, 1977       |              |
| Милан Новы            |      | 1976, 1977             |              |
| Эдуард Новак          |      | 1976, 1977             |              |
| Франтишек Каберле ст. |      | 1976, 1977             |              |
| Томаш Вокоун          |      | 2005, 2010             |              |
| Томаш Каберле         |      | 2005                   | 2011         |
| Йозеф Горешовски      |      | 1972                   |              |
| Милослав Горжава ст.  |      | 1985                   |              |
| Михал Пивонька        |      | 1985                   |              |
| Драгомир Кадлец       |      | 1985                   |              |
| Владимир Камеш        |      | 1985                   |              |
| Отакар Вейвода мл.    |      | 1996                   |              |
| Иржи Вебер            |      | 1996                   |              |
| Марек Жидлицки        |      | 2005                   |              |
| Якуб Ворачек          |      | 2010                   |              |
| Ондржей Павелец       |      | 2010                   |              |
| Михаэл Фролик         |      |                        | 2013         |
| --------------------- | ---- | ---------------------- | ------------ |

Помимо вышеуказанных хоккеистов, в юниорском возрасте за «Кладно» играли чемпион мира 2005 и Обладатель Кубка Стэнли 2002 Иржи Фишер, а также Обладатель Кубка Стэнли 2011 Давид Крейчи.

## Рекорды
Самая крупная победа: 21.01.1977 г. Кладно — Комета Брно 13:1
Самое крупное поражение: 11.01.1953 г. Хомутов — Кладно 22:1
Самая крупная ничья: 29.10.1966 г. Кладно — Спарта Прага 8:8
Самое большое количество забитых шайб за матч: 19.12.1959 г. Кладно — Пльзень 14:3
04.02.1962 г. Ческе-Будеёвице — Кладно 6:14
Самое большое количество пропущенных шайб за матч: 11.01.1953 г. Хомутов — Кладно 22:1

## Общая статистика
На начало сезона 2023/2024
| Турнир                 | Количество сезонов | Фаза турнира | И    | В    | ВО/ ВБ | Н   | ПО/ ПБ | П    | ЗГ   | ПГ   |
| ---------------------- | ------------------ | ------------ | ---- | ---- | ------ | --- | ------ | ---- | ---- | ---- |
| Чемпионат Чехословакии | 37                 | Чемпионат    | 1280 | 611  | 10     | 159 | 7      | 493  | 4943 | 4599 |
| Чемпионат Чехословакии | 37                 | Плей-офф     | 58   | 25   | 0      | 0   | 1      | 32   | 182  | 234  |
| Чемпионат Чехословакии | 37                 | Всего        | 1338 | 636  | 10     | 159 | 8      | 525  | 5125 | 4833 |
| Чешская Экстралига     | 23                 | Чемпионат    | 1172 | 374  | 77     | 89  | 79     | 553  | 3077 | 3687 |
| Чешская Экстралига     | 23                 | Плей-офф     | 65   | 23   | 4      | 0   | 5      | 33   | 177  | 212  |
| Чешская Экстралига     | 23                 | Всего        | 1237 | 397  | 81     | 89  | 84     | 586  | 3254 | 3899 |
| Всего                  | 60                 | Чемпионат    | 2452 | 985  | 87     | 248 | 86     | 1046 | 8020 | 8286 |
| Всего                  | 60                 | Плей-офф     | 123  | 48   | 4      | 0   | 6      | 65   | 359  | 446  |
| Всего                  | 60                 | Всего        | 2575 | 1033 | 91     | 248 | 92     | 1111 | 8379 | 8732 |

## Чемпионские команды
«Кладно» 6 раз в своей истории выигрывал чемпионат Чехословакии. Ниже составы всех чемпионских команд.

### 1958/59
Вратари: Иржи Куличек, Зденек Беран
Защитники: Станислав Бацилек, Зденек Мюллер, Карел Недвед, Пршемысл Гайны, Зденек Ланда
Нападающие: Богумил Прошек, Мирослав Рыс, Ярослав Иржик, Владимир Маркуп, Вацлав Фрёлих, Франтишек Шебек, Ярослав Вольф, Йозеф Фронек, Владимир Копецки, Павел Шанда
Тренер: Властимил Сикора

### 1974/75
Вратари: Мирослав Краса, Мирослав Термер
Защитники: Франтишек Каберле, Франтишек Поспишил, Мирослав Винш, Богумил Чермак, Отакар Вейвода, Франтишек Ветровец, Мирослав Бискуп
Нападающие: Эдуард Новак, Милан Новы, Любомир Бауэр, Вацлав Сикора, Зденек Мюллер, Мирослав Крживачек, Ладислав Высушил, Иржи Филип, Зденек Грабе, Милан Скрбек, Зденек Недвед, Ярослав Кофент
Тренер: Ярослав Вольф

### 1975/76
Вратари: Мирослав Краса, Мирослав Термер
Защитники: Франтишек Каберле, Франтишек Поспишил, Мирослав Винш, Богумил Чермак, Отакар Вейвода, Франтишек Ветровец, Антонин Мелч, Ян Нелиба
Нападающие: Эдуард Новак, Милан Новы, Зденек Недвед, Ладислав Высушил, Вацлав Сикора, Милан Скрбек, Мирослав Крживачек, Зденек Мюллер, Любомир Бауэр, Иржи Филип, Иржи Кухлер, Ян Новотны
Тренер: Ярослав Вольф

### 1976/77
Вратари: Мирослав Краса, Мирослав Термер, Милан Колисек
Защитники: Франтишек Каберле, Франтишек Поспишил, Отакар Вейвода, Мирослав Винш, Ян Нелиба, Богумил Чермак, Антонин Мелч
Нападающие: Эдуард Новак, Милан Новы, Любомир Бауэр, Мирослав Крживачек, Вацлав Сикора, Ладислав Высушил, Зденек Недвед, Зденек Мюллер, Милан Скрбек, Ян Новотны, Иржи Копецки, Иржи Филип
Тренер: Ярослав Вольф

### 1977/78
Вратари: Мирослав Краса, Мирослав Термер, Милан Колисек
Защитники: Франтишек Каберле, Франтишек Поспишил, Мирослав Винш, Отакар Вейвода, Ян Нелиба, Богумил Чермак, Антонин Мелч
Нападающие: Эдуард Новак, Милан Новы, Любомир Бауэр, Мирослав Крживачек, Вацлав Сикора, Милан Скрбек, Зденек Недвед, Зденек Мюллер, Ян Новотны, Иржи Филип, Иржи Копецки, Арношт Рекцигель
Тренер: Ярослав Вольф

### 1979/80
Вратари: Мирослав Краса, Милан Колисек
Защитники: Франтишек Каберле, Ян Нелиба, Отакар Вейвода, Мирослав Винш, Богумил Чермак, Милослав Горжава, Франтишек Ветровец
Нападающие: Эдуард Новак, Милан Новы, Любомир Бауэр, Вацлав Сикора, Петр Фиала, Мирослав Крживачек, Зденек Мюллер, Иржи Дудачек, Ян Новотны, Арношт Рекцигель, Ладислав Высушил, Милан Эберле, Милан Скрбек, Милан Свобода, Александер Врняк
Тренеры: Франтишек Поспишил, Йозеф Виммер

## Изъятые номера
- 6  Милан Новы
- 11  Франтишек Поспишил